# Іванов Атанас Ангелович
Атанас Ангелович Іванов — український важкоатлет та військовик, матрос Збройних сил України.
У 2020 році підписав контракт на службу в ЗСУ — в морську піхоту. Помер 7 березня 2022 року під час захисту Маріуполя від російський загарбників. Йому був 21 рік. Він був вихованцем обласної спеціалізованої дитячо-юнацької спортивної школи Олімпійського резерву імені Леоніда Жабодинського.
Іванов був багаторазовим призером і переможцем міських та обласних першостей, а також брав участь у чемпіонатах України.

## Нагороди
- орден «За мужність» III ступеня (2022, посмертно) — за особисту мужність і самовіддані дії, виявлені у захисті державного суверенітету та територіальної цілісності України, вірність військовій присязі[3].